# 雷奋
雷奋（1871年—1919年），字继兴，清朝江苏省松江府娄县（今上海市松江区）人，清朝至中華民國初期政治人物。

## 生平
雷奋早年留学日本学习政法，毕业于早稻田大学，曾参加译书汇编社。回到中国后，雷奋任上海《时报》编辑，在城东女学、务本女塾等学校任教师。此后曾任江苏省谘议局议员，资政院民选议员，期间曾在宪政期成会、资政院等处演讲，主编《法政杂志》，辛亥革命前夕被张謇聘为高级顾问。中华民国成立后，雷奋曾负责起草法律，后退出政界，回松江任松江市自治公所总董。1913年二次革命期间，雷奋曾在浙江都督朱瑞与松江守军、水师沈葆义部之间斡旋，使松江免遭战祸。其后，雷奋被任命为财政部参事，又被任命为湖北省高等检察厅厅长，均因罹患肺病而未能赴任。1919年，雷奋病逝。